# Jan Harpo Svensson 05
Jan Harpo Svensson 05 är ett studioalbum av den svenska popartisten Harpo, utgivet 2005 på Igloo Records. Det var hans första studioalbum sedan 1992 års självbetitlade Harpo.
Albumet producerades av Martin Hansen och Harpo och spelades in i Nordhansen studio i Bromma. Medverkade som musiker gjorde Harpo (gitarr, sång), Mikael Nord Andersson (gitarr, mandolin), Jesper Nordenström (piano, orgel), Mats Persson (trummor, slagverk) och Stefan Olsson (bas).
Tanken på att göra ett album började med att Harpo hittade gamla demoinspelningar gjorda då han var 18-19 år. Dessa kom sedan att ligga till grund för skivan då han "ville ha det ungefär som man skrev i den åldern, lite naiv popkänsla i låtarna och det gäller hela skivan." Till en början skrevs låtarna både på engelska och svenska, men efterhand övergick Harpo till att skriva endast på svenska.

## Låtlista
Alla låtar är skrivna av Harpo.
1. "När kommer du?"
2. "Dumdumdum"
3. "05"
4. "Sanning eller konsekvens"
5. "Vickyby låten"
6. "Här är ängarna"
7. "Goda intentioner"
8. "Tusen & åter tusen timmar"
9. "Lyckopiller"
10. "Ung å kär"
11. "Gul himmel, blå sol"

## Medverkande
Musiker
- Mikael Nord Andersson – gitarr, mandolin
- Harpo – gitarr, sång
- Jesper Nordenström – piano, orgel
- Stefan Olsson – bas
- Mats Persson – trummor, slagverk

Övriga
- Martin Hansen – producent
- Harpo – producent

## Mottagande
Helsingborgs Dagblad gav skivan betyget 3/5 och skrev "Att en gråkall marsdag utsättas för så mycket totalt okomplicerat, konfliktbefriat gladtrallande - så barnsligt naiva rim och så sommarlovslätt lågstadiepop - från en 55-årig man som gått på fler smällar än en vanlig dödlig orkar räkna, är en mycket märklig upplevelse."